# I Feel Like Playing
I Feel Like Playing — седьмой сольный студийный альбом английского музыканта Ронни Вуда (гитариста The Rolling Stones), выпущенный 28 сентября 2010 года. В записи участвовали такие музыканты как Слэш, Билли Гиббонс, Иэн Маклэган, Бобби Уомак и Фли.

## Отзывы
| Оценки критиков | Оценки критиков |
| Источник        | Оценка          |
| --------------- | --------------- |
| Allmusic        | [ 1 ]           |
| Uncut           | [ 2 ]           |

Альбом получил положительные и смешанные отзывы музыкальных критиков и интернет-изданий.
Стивен Томас Эрлевайн из AllMusic отметил, что «После публикации в 2007 году своей автобиографии Рон Вуд пережил не лучшие времена: он разошёлся с женой, с которой прожил более 20 лет, и в очередной раз попал в реабилитационный центр, но по его альбому 2010 года I Feel Like Playing этого не скажешь. Как и в предыдущих шести его сольных альбомах, в нём нет ничего, кроме хорошего времяпрепровождения, студийной вечеринки, на которую приглашены все. На этот раз Слэш, Билли Гиббонс, Бобби Уомак и Фли заглянули сюда, чтобы немного повеселиться на сборнике рокеров, регги, блюза и буги — звуков, которые были в запасе у Вуди с 1974 года, когда вышел дебютный альбом I’ve Got My Own Album to Do. Все участники немного старше и прямее, чем команда 74-го года, поэтому темпы не такие жёсткие, гитары не такие громкие, а вокал чуть более гравийный, но в остальном I Feel Like Playing соответствует тому, что Вуди делал раньше. И это совсем не плохо — на самом деле, замечательно, что Вуд пережил столько, сколько пережил, и все ещё способен выпустить такую расслабленную и бесстрастную пластинку, как эта. Это не тёмная ночь души, это просто ещё один хороший джем со всеми звёздами, но такой, где не похоже, что Вуд злоупотребляет гостеприимством».

## Список композиций
| №                   | Название                                        | Автор(ы)                              | Длительность |
| ------------------- | ----------------------------------------------- | ------------------------------------- | ------------ |
| 1.                  | «Why You Wanna Go And Do A Thing Like That For» | Ronnie Wood                           | 5:28         |
| 2.                  | «Sweetness My Weakness»                         | Wood, Bernard Fowler                  | 5:46         |
| 3.                  | «Lucky Man»                                     | Wood, Эдди Веддер, Paul Hyde, Боб Рок | 5:03         |
| 4.                  | «I Gotta See»                                   | Wood, Fowler                          | 3:44         |
| 5.                  | «Thing About You»                               | Wood, Билли Гиббонс                   | 4:33         |
| 6.                  | «Catch You»                                     | Wood, Fowler, Hyde, Rock              | 4:05         |
| 7.                  | «Spoonful»                                      | Вилли Диксон, add. music Wood, Fowler | 5:35         |
| 8.                  | «I Don't Think So»                              | Wood                                  | 5:02         |
| 9.                  | «100%»                                          | Wood, Fowler                          | 4:56         |
| 10.                 | «Fancy Pants»                                   | Wood, Fowler                          | 5:26         |
| 11.                 | «Tell Me Something»                             | Wood                                  | 3:20         |
| 12.                 | «Forever»                                       | Wood                                  | 4:45         |
| Общая длительность: | Общая длительность:                             | Общая длительность:                   | 57:43        |

| №   | Название                                 | Длительность |
| --- | ---------------------------------------- | ------------ |
| 13. | «I Don't Think So (The Early Sessions)»  | 5:18         |
| 14. | «Tell Me Something (The Early Sessions)» | 3:16         |